# 树鹛属
树鹛属（学名：Malacopteron），是画眉科的一属。
属下物种有：
- 须树鹛
- 纯色树鹛
- 小红头树鹛
- 大红头树鹛
- 巴拉望树鹛
- 灰头树鹛